# Kobîleanka, Cernihiv
Kobîleanka (în ucraineană Кобилянка) este un sat în comuna Kîselivka din raionul Cernihiv, regiunea Cernihiv, Ucraina.

## Demografie
Componența lingvistică a localității Kobîleanka
     Ucraineană (98,18%)
     Rusă (1,82%)
Conform recensământului din 2001, majoritatea populației localității Kobîleanka era vorbitoare de ucraineană (98,18%), existând în minoritate și vorbitori de rusă (1,82%).